# When Incubus Attacks Volume 1
Albums de Incubus
Make Yourself
(1999) Morning View
(2001)
When Incubus Attacks Volume 1 est un EP sorti le 22 août 2000 par le groupe américain Incubus. Il fait suite à leur troisième album Make Yourself, et ne contient que des reprises lives (excepté le titre Crowded Elevator, qui est une piste bonus enregistrée en studio, et notamment présente sur le single Pardon Me), interprétées durant la tournée mondiale de l'album. 

« Nous sommes continuellement en train de nous amuser avec nos chansons à l'arrière du bus de tournée et soudain notre délire acoustique se met à sonner pas trop mal, du moins pour nous. On a donc pensé à le faire partager à nos fans. Incubus a toujours été un groupe qui venait du côté musical des choses ; on remix nos propres chansons en une sorte de bouillie un peu bordélique, on en réarrange d'autres en "musique d'appartement". Les gosses s'emmerdent vraiment quand on joue celles-là »

.
Bien que limité à 100 000 copies aux États-Unis le jour de sa sortie, cet EP reste encore aujourd'hui disponible au Canada.
Il a notamment atteint la 41e place du Billboard 200.

## Liste des titres
1. Pardon Me (version acoustique)
2. Stellar (Version acoustique)
3. Make Yourself (Version acoustique)
4. Crowded Elevator
5. Favorite Things (Version live)
6. Pardon Me (Version live)

- We're Smokin' The Herb Again, une piste cachée, est présente juste après Pardon Me. La version canadienne la place en piste 7, sans la cacher.